# Scala Palermo
La scala Palermo è una scala logaritmica usata dagli astronomi per valutare il rischio di impatto di un oggetto di tipo NEO (near-Earth object). Prende il nome dalla città siciliana. Il nome fu dedicato alla città per i suoi contributi storici astronomici sugli asteroidi, fra cui la scoperta del primo asteroide (Cerere).
E inoltre, poiché anche la precedente scala Torino prendeva il nome dalla città italiana in cui vi era stata la prima presentazione della scala, si decise di replicare (riferendosi al convegno internazionale "Asteroids 2001" tenutosi a Palermo).

## Descrizione
La scala combina in un singolo valore sia la probabilità di impatto sia l'energia cinetica che verrebbe liberata nell'impatto stesso, quindi il danno causato. Un valore 0 indica un rischio equivalente al rischio di fondo definito come il rischio medio che un altro oggetto maggiore o uguale possa impattare la Terra nello stesso periodo, cioè fino al tempo del possibile impatto. Un valore +2 indica un rischio 100 volte maggiore del rischio di fondo. Valori della scala inferiori a −2 riflettono eventi per i quali non ci sono conseguenze probabili, mentre valori della scala di Palermo compresi tra −2 e 0 indicano situazioni che meritano un attento monitoraggio.
Una scala simile, ma meno complessa, è la scala Torino che è usata per una descrizione qualitativa, invece che quantitativa, del rischio di impatto.
Il valore P della scala Palermo è definito come il logaritmo in base 10 del rapporto della probabilità di impatto pi, con il rischio di fondo nel tempo (in T anni) che intercorre al possibile impatto:
{\displaystyle P=\log _{10}{\frac {p_{i}}{f_{B}T}}}
Il rischio di fondo annuo, cioè la frequenza annua di un impatto, è definito come:
{\displaystyle f_{B}=0{,}03\ E^{-0,8}\;}
dove E indica l'energia dell'impatto misurato megatoni.
Il rischio può cambiare valore a seguito di successive osservazioni che rendono più precisa la previsione della traiettoria.
Per un breve periodo nel dicembre 2004, l'asteroide 99942 Apophis, noto in passato con la designazione provvisoria 2004 MN4, detenne il record nella scala Palermo, con il valore di 1,12 per una possibile collisione nell'anno 2029. Il valore 1,10 indicava che la probabilità di collisione con questo asteroide era considerata 12,6 volte maggiore del rischio di fondo: 1 su 37 invece che 1 su 472. Con successive osservazioni la possibilità di impatto nel 2029 è stata scartata, ma a marzo 2006 lo stesso asteroide ha raggiunto il valore −1,4 nella scala Palermo dovuta principalmente ad una possibile collisione nell'anno 2036. Nel 2014 il valore è sceso ulteriormente a -3,19.
A marzo 2006, il valore massimo sulla scala Palermo era detenuto dall'asteroide (29075) 1950 DA con un valore di 0,17 per una possibile collisione nell'anno 2880; dopo osservazioni successive è stato declassato a -1,81. Il secondo valore più alto in classifica era detenuto dall'asteroide 2004 VD17 con −0,25 per una possibile collisione nell'anno 2102; a giugno del 2014 è stato completamente rimosso dalla tabella di asteroidi a rischio impatto della NASA.
Al 30 gennaio 2025, tre asteroidi hanno un valore sulla scala di Palermo cumulativo superiore a −2: 2024 YR4 (-0.53), (29075) 1950 DA (−0.92) e 101955 Bennu (−1.59).